# Pleo

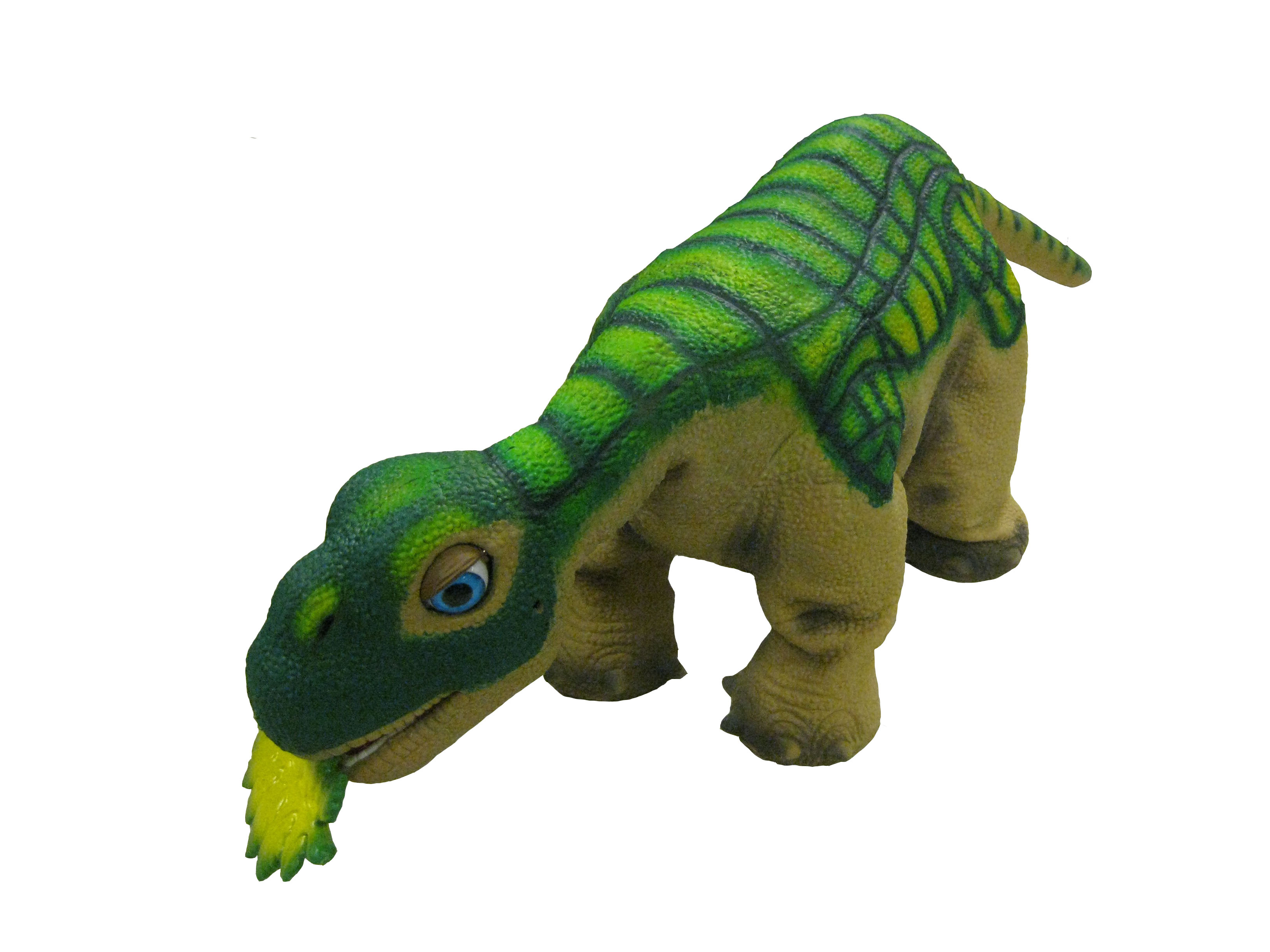
Робот динозавр Pleo

Pleo — робот-динозавр. По задумке разработчиков, Pleo имитирует детёныша динозавра (Камаразавр) недельного возраста. Эта разновидность динозавра была выбрана потому, что его форма туловища и большой череп идеально подошли для скрытия большого количества датчиков и электроники, необходимых для реалистичных движений робота. Разработчиком Pleo является Калеб Чанг (Caleb Chung), один из создателей интерактивной игрушки Furby. Производством Pleo занимается американская компания Ugobe. По заявлениям представителей Ugobe, каждый Pleo будет «учиться», основываясь на событиях, происходящих в окружающем его мире. Сложный искусственный интеллект дает возможность формировать уникальную индивидуальность каждому отдельно взятому роботу Pleo.
Pleo был представлен широкой общественности 7 февраля 2006 года, на конференции в Скотсдейле, штат Аризона. Официальные продажи Pleo начались 5 декабря 2007 года. В 2013 году был представлен новый Pleo rb. Было добавлено два новых цвета и многочисленные аксессуары: обучающие камни, комплекты «еды» и т. д. Также Pleo был дополнен часами, улучшено восприятие звуков и сенсоры. Робот может реагировать на свет и температуру.
Робот имеет возможность обновления программного обеспечения через SD-карты или USB-порт. Компания Ugobe поощряет любые пользовательские модификации встроенного ПО. Изменять прошивку можно с помощью специального графического интерфейса, а также существует API для программистов (Pleo Development Kit — PDK)

## Технические возможности Pleo
- зрение, основанное на видеокамере (для реакции на освещенность и навигации)
- инфракрасное определение внешних объектов
- два микрофона для реакции на звук
- восемь датчиков прикосновений (голова, подбородок, плечи, хвост, лапы)
- датчики на ступнях (для определения типа поверхности)
- датчик наклона для определения позиции тела
- 14 сервомоторов, по одному в каждом суставе
- инфракрасный датчик для обнаружения попадания объекта в ротовую полость
- инфракрасный приемник/передатчик для коммуникации с другим Pleo
- порт Mini-USB для обновлений через официальный сайт
- Слот SD-карт для закачки обновлений
- 32-битный микропроцессор Atmel ARM 7 (основной процессор)
  - 32-битный процессор NXP ARM 7 (вспомогательный процессор для управления аудио и видео)
  - четыре 8-битных процессора для управления сервомоторами